# Kurt Linder

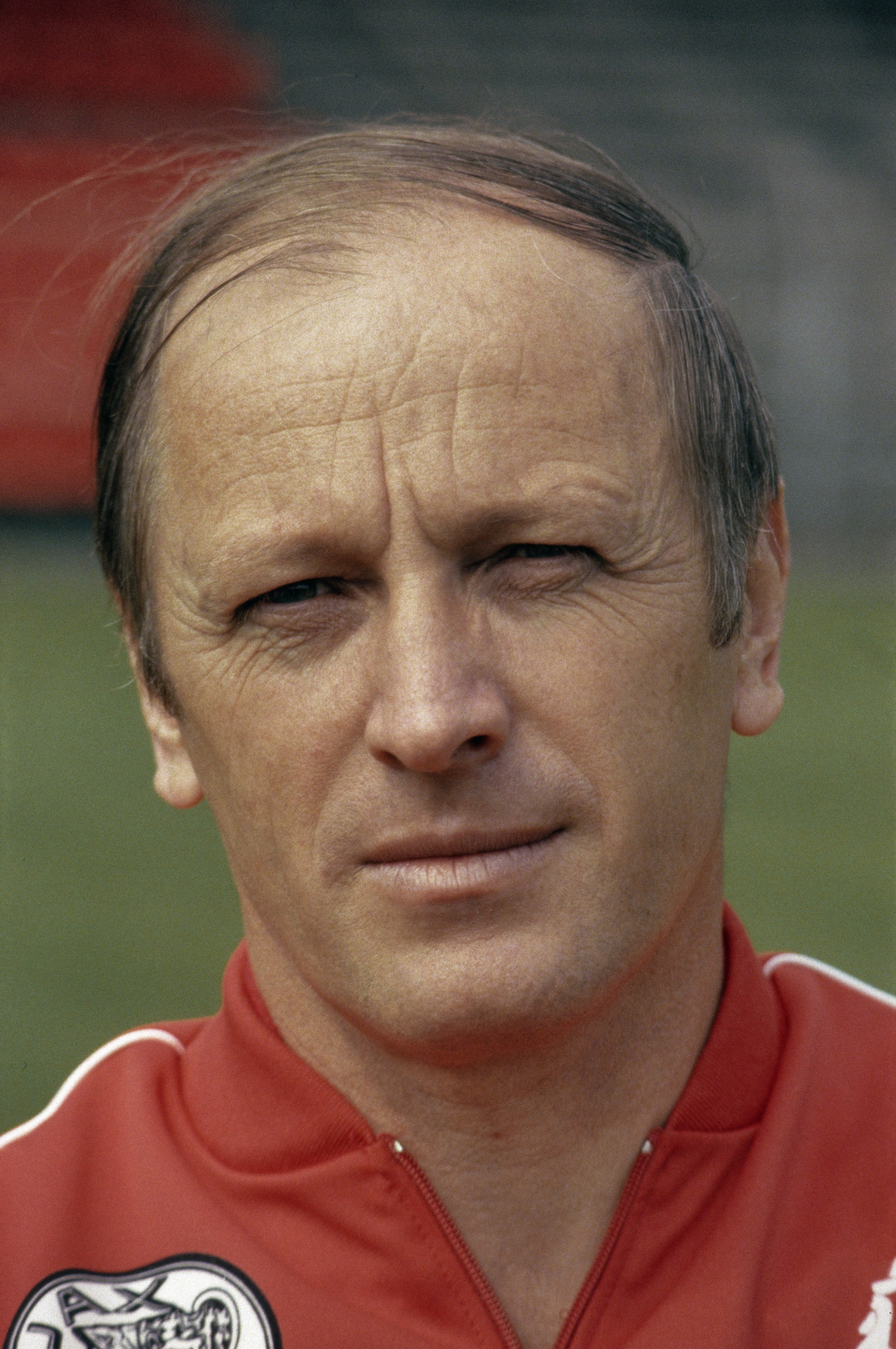
Kurt Linder, 1981

Kurt Linder (* 8. Oktober 1933 in Neureut; † 12. Dezember 2022) war ein deutscher Fußballspieler und -trainer.

## Karriere als Fußballspieler
Linder spielte in seiner aktiven Zeit von 1955 bis 1956 für den Karlsruher SC, wo er in der Oberliga Süd in zehn Spielen zwei Tore schoss. Danach wechselte er in die Schweiz zu den BSC Young Boys, mit denen er 1956/57 Meister wurde. 1957 ging Linder zu Urania Genève Sport, wo er bis 1959 spielte. In der Saison 1959/60 spielte er für den SK Rapid Wien. Für Rapid schoss er fünf Tore in neun Spielen und feierte den Gewinn der Österreichischen Meisterschaft. Er kehrte danach nach Deutschland zurück, wo er von 1960 bis 1962 in 26 Spielen für Rot-Weiss Essen zum Einsatz kam. Für RWE schoss er sieben Tore. 1962 wechselte er zu Olympique Lyon. Dort bestritt er in der Saison 1962/63 noch 17 Spiele, in denen er ein Tor schoss und das französische Pokalfinale erreichte.

## Karriere als Trainer

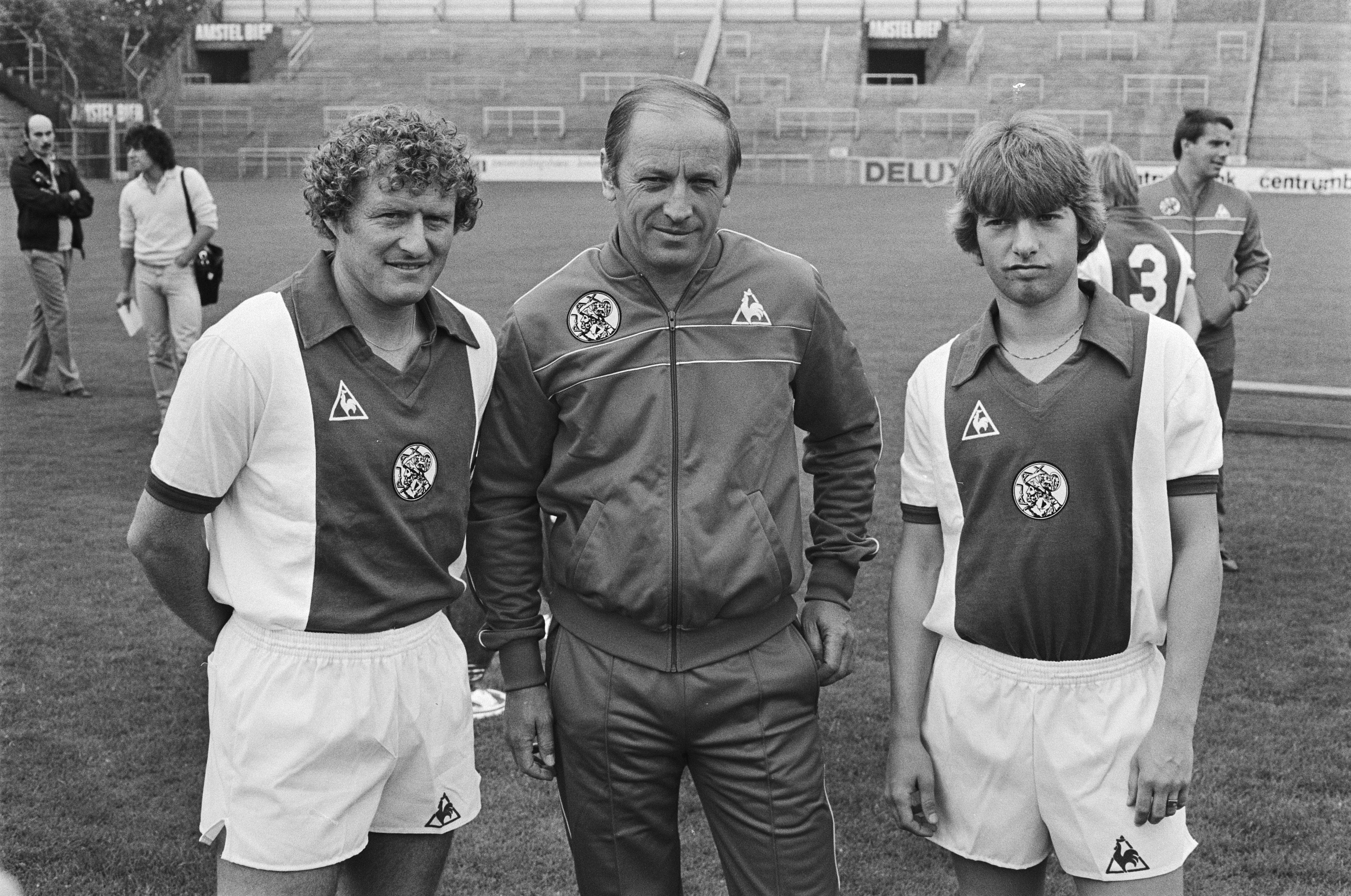
Ajax-Trainer Kurt Linder stellt Ajax’ zwei Neuzugänge vor: Wim Jansen (Ende November 1980) und Jesper Olsen (Mitte 1981).

Linder begann seine Karriere als Trainer im Jahre 1965 beim FC Lausanne-Sport. Er blieb nur ein Jahr Trainer des Vereins. Ab 1968 trainierte er die PSV Eindhoven. Er trainierte die Mannschaft bis 1972. In der Saison 1972/73 arbeitete er als Trainer für Olympique Lyon. Den Verein BSC Young Boys betreute Linder von 1973 bis 1977. Ab 1981 trainierte er mit Aad de Mos Ajax Amsterdam. In der Saison 1981/82 konnte der die nationale niederländische Meisterschaft gewinnen. Die Rückkehr von Johan Cruyff zu Ajax Amsterdam war ein wesentlicher Faktor für den Erfolg. Linder hatte mehrere Nachwuchsspieler wie Wim Kieft, Frank Rijkaard, Gerald Vanenburg, Sonny Silooy, John van ’t Schip und Marco van Basten in der Liga eingesetzt. Linder verpflichtete zudem Morten Olsen. Nach Unstimmigkeiten in Bezug auf die Personalie Johan Cruyff verließ Linder den Verein. Aad de Mos wurde sein Nachfolger als Trainer bei Ajax Amsterdam. 1983 wurde Linder wieder Trainer des BSC Young Boys. Doch aufgrund sportlicher Misserfolge musste er nach kurzer Zeit zurücktreten.
1988 wurde Linder ein zweites Mal Trainer von Ajax Amsterdam. Doch er konnte nicht an die sportlichen Erfolge von früher anknüpfen. Er wurde im Laufe der Saison entlassen.

## Erfolge
Als Spieler
- Schweizer Meister 1957 mit BSC Young Boys
- Österreichischer Meister 1960 mit SK Rapid Wien
- Französischer Pokalfinalist 1963 mit Olympique Lyon

Als Trainer: von BSC Young Boys
- Schweizer-Cup-Sieger: 1977
- Schweizer Ligacup: 1976
- Uhrencupsieger: 1975
- Sieg im UI-Cup: 1976
- Schweizer Vizemeister: 1975

Als Trainer: von Ajax Amsterdam
- Niederländischer Meister: 1982